# NGC 1472
NGC 1472 è una vasta e lontana galassia lenticolare situata nella costellazione dell'Eridano, a una distanza di circa 463 milioni di anni luce dalla nostra Via Lattea.

## Scoperta
La galassia è stata scoperta nel 1886 dall'astronomo statunitense Ormond Stone.